# Liste des monuments historiques de Cusset
Cet article recense les monuments historiques de Cusset (Allier, France).

## Statistiques
Cusset, seconde ville de l'agglomération de Vichy dans le sud-est du département de l'Allier, compte 7 édifices comportant au moins une protection au titre des monuments historiques, soit un peu plus de 1% des monuments historiques du département de l'Allier. 2 édifices comportent plusieurs parties classées et les 5 autres une ou plusieurs parties inscrites.
Deux édifices ont été protégés en 1928, deux autres en 1929, un en 1996, un 2005 et le dernier en 2013.

## Liste
| Monument                              | Adresse                                                                             | Coordonnées                      | Notice         | Protection | Date | Illustration                          |
| ------------------------------------- | ----------------------------------------------------------------------------------- | -------------------------------- | -------------- | ---------- | ---- | ------------------------------------- |
| Église Saint-Saturnin                 | Place Victor-Hugo                                                                   | 46° 07′ 55″ nord, 3° 27′ 26″ est | « PA03000049 » | Inscrit    | 2013 | Église Saint-Saturnin                 |
| Maison Seive                          | 16 avenue Roux                                                                      | 46° 08′ 17″ nord, 3° 26′ 47″ est | « PA03000025 » | Inscrit    | 2005 | Image manquante Téléverser            |
| Fortifications de Cusset              |                                                                                     | 46° 07′ 58″ nord, 3° 27′ 12″ est | « PA00093079 » | Inscrit    | 1996 | Fortifications de Cusset              |
| Maison                                | 11 place Victor-Hugo                                                                | 46° 07′ 57″ nord, 3° 27′ 22″ est | « PA00093078 » | Classé     | 1928 | Maison                                |
| Maison de l'ancienne rue de la Goutte | Ancienne rue de la Goutte, aujourd'hui un square, partie de la rue Saturnin-Arloing | 46° 07′ 58″ nord, 3° 27′ 25″ est | « PA00093077 » | Inscrit    | 1929 | Maison de l'ancienne rue de la Goutte |
| Maison à pans de bois                 | Angle de la rue de la Constitution et de la rue Saturnin-Arloing                    | 46° 07′ 59″ nord, 3° 27′ 26″ est | « PA00093076 » | Inscrit    | 1929 | Maison à pans de bois                 |
| Maison de Louis XI à Cusset           | Place Victor-Hugo                                                                   | 46° 07′ 56″ nord, 3° 27′ 21″ est | « PA00093387 » | Classé     | 1928 | Maison de Louis XI à Cusset           |